# 霍华德·戴维斯
霍华德·戴维斯（英語：Howard Davis，1932年9月24日—），英国男子曲棍球运动员。他曾代表英国参加1956年、1960年和1964年夏季奥林匹克运动会曲棍球比赛，最好名次为1956年和1960年奥运会的第四名。